# Алмазарский район
Алмазарский район (узб. Olmazor tumani / Олмазор тумани) — административно-территориальная единица города Ташкента. Расположен в северо-западной части столицы. Современная площадь — 3378 гектаров (2023), население — 395 тысяч человек. Это крупнейший по населению район Ташкента.

## История
Сабир-Рахимовский район города Ташкента был образован указом Президиума ВС УзССР от 7 декабря 1970 года № 1812 на части территорий Октябрьского, Чиланзарского и Кировского районов. Район был назван в честь Героя Советского Союза, гвардии генерал-майора Сабира Рахимова. Решением Сената от 4 декабря 2010 года № 133-II район был переименован в Алмазарский район города Ташкента. Району было возвращено наименование одного из четырёх исторических районов города, образовавшихся в XVIII веке — Алмазар. Письменные упоминания об этом районе датированы второй половиной XIX века, на его территории находились трое городских ворот — Лабзак, Тахтапуль и Карасарай.

## Расположение и границы
На севере и северо-западе Алмазарский район граничит с Зангиатинским районом Ташкентской области, на северо-востоке и востоке с Юнусабадским районом, на юге, юго-востоке и юго-западе — с Шайхантахурским районом.
Граница с Зангиатинским районом Ташкентской области проходит по Ташкентской кольцевой автомобильной дороге.
Граница с Юнусабадским районом проходит по улице Тахтапуль Дарвоза, улице Уста Ширин, улице Ахмад Дониш, вдоль железнодорожной линии Ташкент—Оренбург.
Граница с Шайхантахурским районом проходит по улице Фарабий, улице Беруний и улице Себзар.

## Физическая география
По территории района протекает канал Каракамыш, канал Кечкурук, канал Дамарык, арык Калькауз, арык Чигатай. Площадь озеленения района составляет 1800 гектаров (52 % территории).

## Транспорт
На территории района расположены одни из выходов станций метро Узбекистанской линии Чорсу и Тинчлик.

## Жилищный фонд
В состав района входят жилые массивы Ёшлик, Каракамыш, Тансикбоев, Себзар, Беруний.

## Предприятия и организации
На территории Алмазарского района действуют 3459 организаций и предприятий, 12 крупных промышленных предприятий и 8 предприятий по производству товаров народного потребления, 2929 микрофирм и более 200 совместных предприятий. В районе активно развивается промышленность, по состоянию на 1 октября 2014 года было реализовано 214 инвестиционных проектов, в рамках Программы социально-экономического развития на 2014—2015 год.

## Образование и наука
На территории района находятся 11 научно-исследовательских институтов (НИИ почвоведения и агрохимии, НИИ педиатрии, НИИ дерматологии и венерологии и др.), Национальный университет Узбекистана, Ташкентский государственный технический университет, Медицинская академия, Туринский политехнический университет.

## Объекты культурного наследия
| Название                                                      | Время постройки | Адрес         |
| Ансамбль Хазрати Имам: Мавзолей Хазрати Имама (Каффаль Шоший) | XVI век         | ул. Зайкарнар |
| Ансамбль Хазрати Имам: Mедресе Баракхан                       | XVI век         | ул. Зайкарнар |
| Ансамбль Хазрати Имам: Медресе Муйи Муборак                   | XVI век         | ул. Зайкарнар |
| Ансамбль Хазрати Имам: Мечеть Намазгох                        | XIX век         | ул. Зайкарнар |
| Ансамбль Хазрати Имам: Соборная мечеть Тилла Шайх             | 1903 год        | ул. Зайкарнар |
| Ансамбль Хазрати Имам: Соборная мечеть Хазрати Имам           | 2007 год        | ул. Зайкарнар |